# 轟神社 (海陽町)
轟神社（とどろきじんじゃ）は、徳島県海陽町にある神社である。

## 歴史
天正年間（1573年-1593年）に社殿を建立。周囲にある轟九十九滝を神霊の坐すところとして現在に至るまで信仰されている。また徳島藩の藩祖である蜂須賀家政が、朝鮮出兵にあたり海上安全を祈願したとも伝えられている。
毎年秋には轟神社および轟九十九滝で例大祭が行われ、白装束に身を包んだ男達が轟神社から御輿を担ぎ140段の急な石段を駆け下りる。

## 祭神
- 水象女命
- 国狭槌尊
- 大山祇命

## 交通
- JR牟岐線「阿波海南駅」下車より町営バス「轟神社」下車、徒歩で約10分。